# Sima Guang
Sima Guang, nome di cortesia Jūnshí (君實), conosciuto anche come Sùshuǐ Xiānsheng (涑水先生), nome postumo Wénzhèng (文正), (cinese tradizionale: 司馬光; cinese semplificato: 司马光; pinyin: Sīmǎ Guāng; Wade-Giles: Ssu-ma Kuang; Contea di Guangshan, 17 novembre 1019 – Kaifeng, 11 ottobre 1086), è stato uno storico, funzionario e politico cinese della Dinastia Song.

## Vita, professione ed opere
Sima Guang nacque nel 1019 da una famiglia benestante. Ottenne immediato successo come studioso, ad appena 20 anni passò gli esami imperiali ottenendo il grado di jìnshì (進士 "diplomato cittadino"), e fu assegnato nei successivi anni a diversi incarichi ufficiali.
Nel 1064, presentò all'imperatore Yingzong della dinastia Song un libro in cinque volumi, il Liniantu (歷年圖, "Classifica degli anni successivi"), nel quale compiva un riassunto cronologico degli eventi accaduti nella storia cinese dal 403 a.C. al 959 d.C., date scelte in quanto la prima segnava l'inizio del Periodo dei regni combattenti, dalla suddivisione dell'antico Stato di Jin, alla fine del quale fu stabilità la dinastia Qin che avrebbe unificato l'impero. Il 959 d.C., invece, indicava la fine del periodo delle Cinque dinastie e dieci regni, che avrebbe portato alla formazione della dinastia Song, contemporanea dell'autore. L'opera fungeva, inoltre, come da prospetto che avrebbe sponsorizzato il suo ambizioso progetto storiografico.
Nel 1066 egli presentò all'imperatore un'opera più dettagliata in otto volumi, intitolata Tongzhi (通志; "Documenti Comprensivi"), la quale faceva una cronaca della storia cinese dal 403 al 207 a.C. (cioè fino alla fine della dinastia Qin). L'imperatore, allora, emanò un editto per la compilazione di un'innovativa storia universale della Cina, garantendo all'autore libero accesso alle librerie imperiali e stanziandogli dei fondi per i costi di pubblicazione; inoltre, gli fu garantita l'assistenza di alcuni storici esperti quali Liu Ban (劉攽, 1022-88), Liu Shu (劉恕, 1032-78) e Fan Zuyu (范祖禹, 1041-98). Dopo la morte di Yingzong nel 1067, Sima fu invitato a corte per presentare la sua opera all'imperatore Shenzong, il quale seguendo le linee del padre vi mostrò molto interesse, e ne cambiò il titolo nel più onorifico Zizhi Tongjian ("Specchio comprensivo per l'aiuto nel governo"). Gli studiosi interpretano la parola "specchio" come sinonimo di referenza e guida, indicando il fatto che Shenzong aveva accettato Sima come suo mentore nella scienza della storia e nella sua applicazione nei metodi di governo. L'imperatore mantenne il suo appoggio all'opera fino al suo completamento, nel 1084. Un secolo dopo, il grande pensatore neo-confuciano Zhu Xi riassumeva l'opera nel "Sommario dello specchio storico generale" in 59 volumi, interpretando alcuni fatti secondo l'ideologia neo-confuciana.
Sorprendente era la lealtà dell'imperatore nei suoi confronti, in special modo perché Sima era il leader della fazione conservatrice di corte, risolutamente opposta alle politiche riformiste del cancelliere allora in carica, Wang Anshi. Sima presentò al trono sempre più memoriali critici, fino all'anno 1070, nel quale diede le sue dimissioni prima di prendere residenza, l'anno successivo, nella città di Kaifeng. Lì egli trascorse i restanti anni della sua vita, continuando e completando la compilazione della sua opera storica.
Sima Guang era anche lessicografo, probabilmente editore del Jiyun (un dizionario di rima pubblicato nel 1037), e passò decenni a compilare il suo Leipian (類篇; "Capitoli Classificati", sulla traccia del dizionario Yupian), pubblicato nel 1066. Quest'ultimo era basato sul dizionario Shuowen Jiezi, e vi erano inclusi 31.319 caratteri, molti dei quali coniati nelle dinastie Song e Tang.
Sima Guang è ricordato principalmente per il suo capolavoro, il libro storico Zizhi Tongjian, che gli ha procurato la definizione di Rafe de Crespigny come "forse il più grande tra tutti gli storici cinesi".

## Aneddoti
Diversi aneddoti e leggende circondano la produzione e la vita di Sima Guang. Si racconta che egli avesse distrutto una grossa giara di ceramica contenente acqua per salvare un ragazzino che vi stava per morire annegato dentro così da far fluire via tutta l'acqua, salvandolo da morte certa: questo aneddoto, conosciuto col nome di Sima Guang Da Po Gang, potrebbe però anche essere semplicemente un pretesto per formare un gioco di parole con il suo nome e la rima successiva.
Secondo alcune storie, inoltre, egli avrebbe dormito su un ciocco di legno per tutto il tempo della stesura dello Zizhi Tongjian, in modo da riposare di meno e dedicarsi più tempo al libro. Il ciocco di legno sarebbe stato chiamato Jing Jen ("cuscino di allerta"), e sarebbe stato usato per 19 anni.